# 10711 Pskov
Pskov (asteróide 10711) é um asteróide da cintura principal, a 2,1230712 UA. Possui uma excentricidade de 0,2243033 e um período orbital de 1 653,88 dias (4,53 anos).
Pskov tem uma velocidade orbital média de 18,00347916 km/s e uma inclinação de 12,33551º.
Este asteróide foi descoberto em 15 de Outubro de 1982 por Lyudmila Zhuravlyova.